# عباس مرداسی
عباس مرداسی یکی از بازیکنان فوتبال ایران است.